# ریوسی موریکاوا
ریوسی موریکاوا (انگلیسی: Ryusei Morikawa؛ زادهٔ ۲۹ اوت ۱۹۸۸) بازیکن فوتبال اهل ژاپن است.